# Conrad d'Ascoli
Pour les articles homonymes, voir Conrad.
Conrad d'Ascoli (Ascoli Piceno, septembre 1234 - Ascoli Piceno, 19 avril 1289) est un franciscain italien reconnu bienheureux par l'Église catholique.

## Biographie
Il naît à Ascoli Piceno en septembre 1234 dans une illustre famille d'Ascoli. Son hagiographie lui prêtre très tôt des dons de prophéties ; en effet encore jeune, il s'agenouille aux pieds du jeune Jérôme Massi ; interrogé sur la raison de cette marque de respect, Conrad répond qu'il a vu les clés de saint Pierre entre les mains de son ami. Ce dernier deviendra le Père Jérôme d'Ascoli, futur général des franciscains et pape sous le nom de Nicolas IV.
Les deux amis entrent tous les deux chez les franciscains d'Ascoli, ils font leur noviciat à Assise puis partent à Pérouse pour terminer leurs études. Ils sont nommés à Rome pour enseigner et prêcher. En 1274, Jérôme est élu au poste de ministre général des franciscains tandis que Conrad part en cyrénaïque pour convertir des païens. Mais Jérôme reçoit de Nicolas III la mission de négocier la paix entre les rois de France et d'Espagne. Jérôme demande le soutien de Conrad qui doit revenir d'Afrique pour partir pour Paris. Leur mission terminée, ils reviennent à Rome. Jérôme devient cardinal et Conrad reçoit l'ordre du pape de retourner à Paris pour être professeur de théologie ; dans la capitale, il est professeur mais aussi prédicateur et visite les malades.
Il aime la pénitence, il se nourrit au pain et à l'eau quatre jours par semaine, dort sur une planche et marche toujours pieds-nus. Il prie souvent pour les âmes du purgatoire et à une dévotion particulière pour la Passion du Christ et la Trinité. En 1289, son ami Jérôme, qui est devenu pape, le convoque à Rome mais Conrad décède dans sa ville natale le 19 avril de la même année.

## Culte
Son culte est approuvé par Pie VI le 30 août 1783 avec sa fête fixée au 19 avril. Son corps repose dans une châsse à l'intérieur de l'église saint François d'Ascoli Piceno (it).